# 페라리 캘리포니아
페라리 캘리포니아(영어: Ferrari California)는 페라리에서 2008년부터 2017년까지 생산했던 스포츠카이다. 차명인 캘리포니아는 미국 캘리포니아주에서 유래되었다. 가격은 출시 당시 회사의 V8 플래그십 스포츠카인 F430의 기본 가격과 비슷했다.

## 페라리 캘리포니아 (2008~2014)

### 디자인

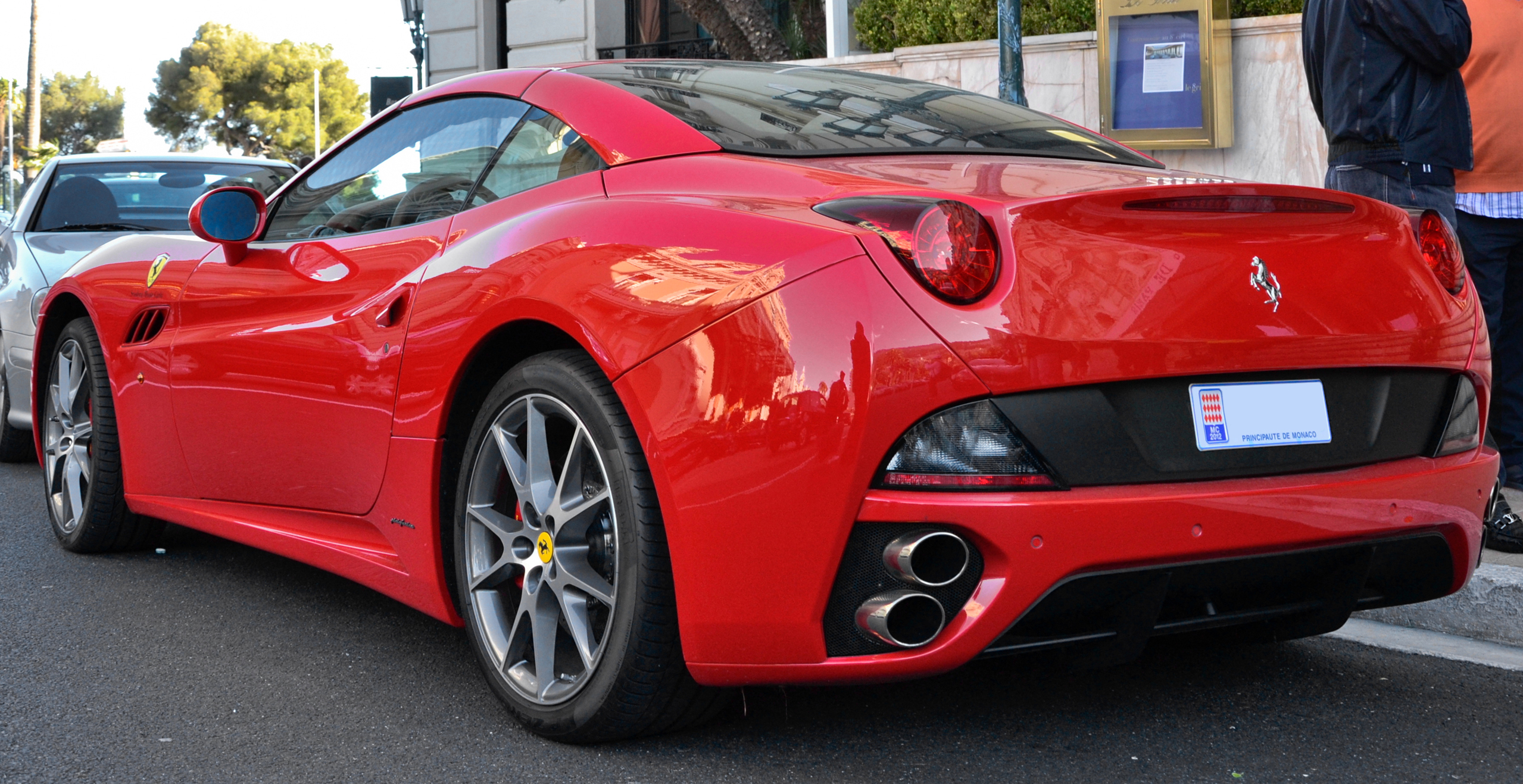
페라리 캘리포니아 (모나코)

피닌파리나의 근본적이고 새로운 디자인을 대표하며 오쿠야마 켄의 감독하에 개발되었다. 이 모델은 주로 새로운 페라리 소유자를 유치하기 위한 것이었다. 공격적인 동급 차량에 비해 차체 높이가 약간 높아서 그랜드 투어링 개성이 강조됐다. 섀시는 페라리 사업부 스칼리에티 차체에서 설계 및 제조하였다. 전반적으로 페라리의 로드카에서 처음으로 사용되는 여러 컨셉트를 나타낸다는 점에서 페라리의 랜드마크 자동차로 간주되었다.
- 페라리 최초로 V8 프론트 엔진을 탑재하였다.
- 페라리 차종 최초로 7단 듀얼 클러치 변속기를 탑재하였다.
- 접이식 금속 지붕이 있는 최초의 하드톱 컨버터블이다.
- 자동차 최초로 멀티 링크 리어 서스펜션이 적용되었다.
- 최초로 가솔린 직접 분사 방식을 사용하였다.

#### 엔진
페라리-마세라티 타입 F136IB 엔진은 배기량이 4,297 세제곱센티미터 (262.2 세제곱인치)이며 보쉬에서 생산하는 가솔린 직분사 시스템을 사용하였으며 7,750rpm에서 338 kW (460 PS; 453 hp)의 최대 출력을 생성한다. 생성된 최대 토크는 5,000rpm에서 485N⋅m(358lbf⋅ft)이다. 다른 제조업체가 유사한 출력 수준에 도달하기 위해 강제 유도를 사용했기 때문에 결과적으로 발생하는 엔진 배기량 리터당 79kW(106hp)는 자연 흡기 엔진의 경우 매우 높으며엔진은 습식 섬프 설계 윤활 시스템을 사용한다. 모든 페라리를 구별하는 특징인 엔진 사운드는 상단이 열리고 닫힐 때 모두 차량의 운전 경험을 향상시키도록 설계되었다.
차체 컴퓨터 시스템은 Magneti Marelli Automotive Lighting에서 개발하였다.
캘리포니아의 미드 프론트 엔진 레이아웃과 리어 기어 박스 구성은 전방 47%에서 후방 53%의 무게 배분을 만든다.

### 성능
최고 속도는 310 km/h (193 mph)였으며 0–100 km/h (0–62 mph)에서 4초 만에 가속할 수 있었다.미드 엔진을 탑재한 F430보다 180 킬로그램 (397 lb)더 무겁고 22 kW (30 PS; 30 hp) 덜 강력했지만 캘리포니아는 F430과 같은 시간에 97 km/h (60 mph)에 도달하였다.

## 페라리 캘리포니아 T (2014~2017)
페라리 캘리포니아의 후속 차종이다. 2014년 2월 12일 웹에서 처음 공개되었으며 제네바 모터쇼 (2014년 3월 6일~16일)에 데뷔하였다. 여기서 모델 T는 F40 로드카에서 마지막으로 사용한 페라리 기술인 '터보'를 의미한다.

## 매체에서의 등장
최강경찰 미니특공대에서 새미의 자가용으로 등장한다.